# Famiglia religiosa del Verbo Incarnato
La Famiglia religiosa del Verbo Incarnato è una congregazione religiosa cattolica, fondata, in Argentina, nel 1984, dal sacerdote Carlos Miguel Buela.  
Attualmente la congregazione è presente in 27 paesi dei cinque continenti.
La famiglia religiosa è composta da:
- Primo ordine L'Istituto del Verbo Incarnato. È il ramo clericale, in quanto composto prevalentemente da sacerdoti. Conta, però, tra i suoi membri anche religiosi non chierici chiamati fratelli coadiutori. L'Istituto è composto da due rami: un ramo apostolico e uno di vita monastico-contemplativa.
- Secondo ordine L'Istituto Serve del Signore e della Vergine di Matarà. È il ramo religioso femminile, è formato da donne consacrate. Anche quest'Istituto ha un ramo apostolico ed uno monastico-contemplativo.
- Il Terzo Ordine Secolare, associazione di fedeli laici: contempla diversi livelli di appartenenza che includono, nel livello più alto, la consacrazione laicale sotto voto.

## Storia
L'inizio della vita della Congregazione si è avuta, nel 1984, nella diocesi di San Rafael, una piccola diocesi dell'Argentina, situata nella Provincia di Mendoza, molto vicina alle Ande.
L'anno successivo alla fondazione, una donazione permise che potesse, con l'approvazione del vescovo, essere fondata la Villa di Luján, futura casa madre della Congregazione.
Un po' alla volta, l'Istituto si estese oltre i limiti della diocesi di San Rafael. Nel 1987, l'Istituto fonda la prima missione in Perù. Nel 1989 la presenza si estese negli Stati Uniti d'America, a New York. Pochi giorni dopo alcuni sacerdoti giunsero a Roma per perfezionare i loro studi
Nel 1987, venne fondato ufficialmente il seminario minore. Nel 1988, furono fondati il noviziato maschile, il ramo femminile e il ramo contemplativo maschile. Quello stesso anno, si svolse il primo Capitolo generale.
Nell'anno 1992, l'Istituto aprì proprie case in Russia ed Israele, nel 1993 a Taiwan, e nel 1994 in Ucraina. Nel 1994 l'Istituto approvò definitivamente i propri statuti.
Gli anni tra il 1995 ed il 2001 furono caratterizzati dal succedersi di tre commissari pontifici, che guidarono l'Istituto sospendendo il governo dello stesso. Ciononostante, la Santa Sede affidò una missione nel Tagikistan. Inoltre la Santa Sede decise che la casa generale doveva trasferirsi nella diocesi di Velletri-Segni e che doveva formarsi un governo provvisorio con lo scopo di convocare un capitolo generale, che si svolse nel 2001. Nel 2004 vi fu il riconoscimento dell'Istituto come Istituto religioso di diritto diocesano, cioè riconosciuto dalla Chiesa locale, ma non ancora dalla Santa Sede.

## Istituto del Verbo Incarnato

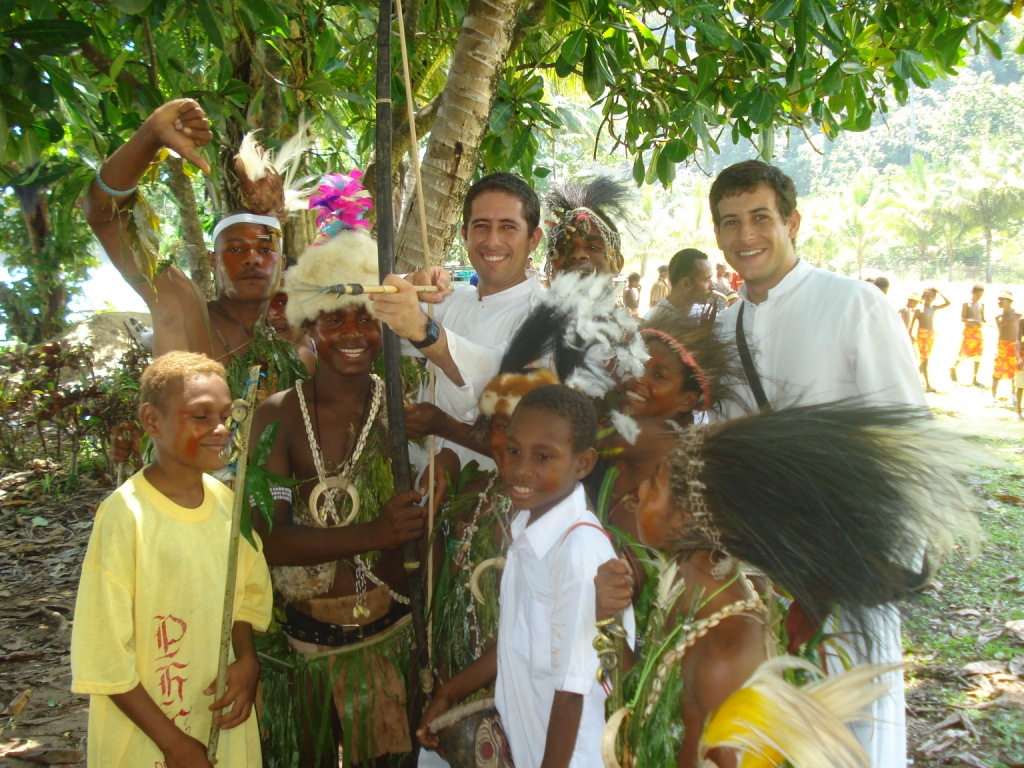
Nella Papuasia

L'Istituto del Verbo incarnato, come suddetto, nasce nel 1984. Il ramo maschile clericale è, infatti, il primo, anche se per pochi anni, ad essere fondato.
Compongono il ramo apostolico sacerdoti e religiosi che consacrano la propria vita all'ideale dell'Istituto.
Il fine specifico dell'Istituto è l'evangelizzazione della cultura, cioè l'impegno a trasformare, attraverso l'annuncio del Vangelo:
- i criteri di giudizio,
- i valori determinanti,
- i punti d'interesse,
- le linee di pensiero,
- le fonti ispiratrici,
- i modelli di vita dell'umanità”;

"affinché siano imbevuti della forza del Vangelo i modi di pensare, i criteri di giudizio e le norme d'azione".
Le case del ramo apostolico sono presenti in Italia, Argentina, Perù, Russia, Israele, Taiwan, Tagikistan.
Il 25 dicembre 1988 ha avuto inizio il ramo monastico-contemplativo. Attualmente esistono cinque monasteri. Il ramo contemplativo è parte integrante dell'Istituto, poiché ha lo stesso Superiore generale. Ogni monastero opera, però, come entità “sui iuris”, cioè con autonomia interna.
Il ramo contemplativo maschile si dedica alla vita di preghiera, soprattutto, all'adorazione eucaristica,  allo studio, alla ricerca e al cosiddetto apostolato della presenza, la testimonianza che non si basa sulla predicazione, ma sull'essere semplicemente presenti in comunità non cristiane. I contemplativi prediligono la cura dei fedeli nei santuari. 
I monasteri attualmente sono presenti in Argentina, Perù, Spagna, Giordania, Italia.

## Le Serve del Signore e della Vergine di Matarà

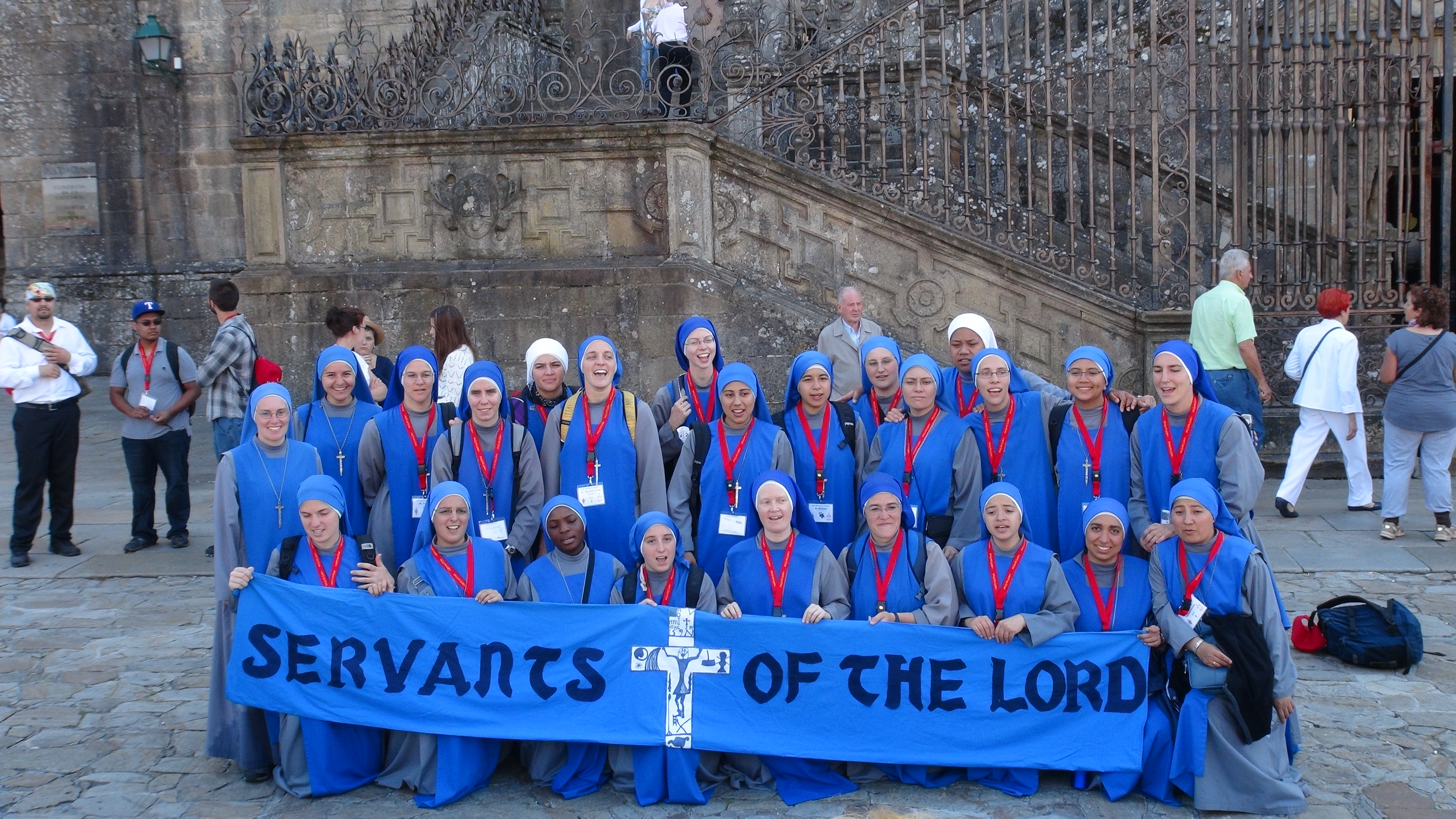
Le sorelle (SSVMM), Santiago di Compostela

L'Istituto fu fondato a San Rafael, in Argentina, nel 1988 Carlos Miguel Buela. Compito delle suore è l'evangelizzazione della Cultura, cioè cercare la gloria di Dio e la salvezza delle anime praticando, specialmente, le virtù che più ci avvicinano all'abnegazione di Cristo (Cost. 4) e l'inculturazione del Vangelo, cioè prolungare l'incarnazione del Verbo in ogni uomo, in ogni aspetto dell'uomo ed in tutte le sue manifestazioni, d'accordo agli insegnamenti del Magistero della Chiesa. (Cost. 5).
Le suore si dividono in due rami:
- le sorelle di vita apostolica. Il centro della vocazione delle suore del Verbo Incarnato è la preghiera. Ogni giorno partecipano alla messa, fanno un'ora di adorazione eucaristica, recitano le lodi, i vespri e la compieta, l'angelus e il rosario. Le suore, però, si dedicano, particolarmente, alla predicazione della Parola di Dio.
- le sorelle di vita contemplativa. Vivono in clausura, silenzio, preghiera, penitenza e solitudine. La loro giornata si divide tra la partecipazione alla messa, due ore di adorazione al Santissimo Sacramento, la recita di tutte le ore dell'ufficio divino, la preghiera dell'angelus e del rosario.

L'Istituto conta 1012 componenti. Le suore sono presenti in 82 case distribuite in vari paesi: Albania - Argentina - Brasile - Canada - Cile - Ecuador - Egitto - Spagna (Tenerife) - Stati Uniti - Olanda - Islanda - Italia - Giordania - Federazione Russa - Palestina  - Papua Nuova Guinea - Perù - Taiwan (R.O.C.) - Tunisia - Ucraina- Tagikistan.
Il ramo contemplativo ha 8 monasteri presenti in Argentina, USA e Italia. Ogni monastero ha il compito di pregare per un'intenzione particolare: per la pace nel mondo (Argentina); per la conversione di tutti i popoli e la salvezza degli ebrei (USA), per i sacerdoti e l'unità dei cristiani (Italia). Ci sono anche due case, non ancora divenute monasteri, in Perù e in Brasile che pregano per la vita consacrata e per la difesa della vita.

## Terz'ordine secolare
Il Terzo Ordine Secolare dell'Istituto del Verbo Incarnato raccogli tutti i laici che partecipano alla spiritualità dell'Istituto.
Il Terz'ordine ha diversi livelli di appartenenza, in base ai diversi tipi di "vocazione laicale":
- i laici consacrati, laici che si vincolano liberamente all'Istituto con i voti privati, in modo partitolare quello di castità; vivono nel mondo impegnati nelle più svariate occupazioni; si impegneranno ad impiegare tutti quei mezzi che, in consonanza alla condizione laicale, permettano loro il pieno compimento delle loro promesse, come il dedicarsi alla preghiera, alla lettura della Bibbia, la partecipazione alla Messa, la pratica degli esercizi spirituali. I laici consacrati possono essere considerati l'Istituto secolare della Famiglia religiosa;
- associazioni di fedeli e movimenti laicali, sono diversi movimenti laicali e associazioni, ciascuno con la propria organizzazione, per permettere ai laici di associarsi secondo le molteplici possibilità e necessità; l'appartenenza a queste realtà non comporta la professione di alcun voto;
- la fraternità del Verbo Incarnato, è formato da tutti quei fedeli cristiani laici o sacerdoti che condividono lo spirito della Famiglia Religiosa, aiutandola e sostenendolo, senza però assumere alcun impegno specifico.